# بديعة مصابني (فلم)
فيلم بديعة مصابني فيلم تراجيدي مصري أُنتج سنة 1975، من إخراج حسن الإمام.

## أحداث الفيلم
تدور أحداث الفيلم في نهاية القرن التاسع عشر وبداية القرن العشرين، ويتمحور حول حياة الراقصة الإستعراضية اللبنانية بديعة مصابني. ويتناول حادثة اغتصابها، وانتقالها إلى مصر، وكيفية دخولها مجال الفن حيث مارست الرقص الإستعراضي في السينما والمسرح، ومن ثم افتتحت كازينو بديعة. وكيف تزوجت من الممثل الكوميدي نجيب الريحاني. من بعد ذلك تتعرض للخيانة من ابن أختها، الذي يتلقى أموالاً لقاء إفشال وإفلاس كازينو بديعة. وأخيراً تترك مجال الفن، وتعود إلى بلدها الأم لبنان.

## طاقم العمل

### تمثيل
- نادية لطفي، بدور بديعة مصابني.
- فؤاد المهندس، بدور نجيب الريحاني.
- نبيلة عبيد، بدور الراقصة ببا عز الدين.
- كمال الشناوي، بدور إسماعيل به طلبة العشيق.
- عماد حمدي، بدور والد إسماعيل.
- حسين الإمام، بدور أنطون ابن شقيقة بديعة مصابنى.
- جورج سيدهم، بدور خادم بكنيسة.
- فريدة سيف النصر، بدور إحسان زوجة إسماعيل.
- نبيل الهجرسي، بدور صالح.
- نسرين، بدور جولييت ابنة بديعة مصابني بالتبني.
- نبيل بدر، بدور بديع خيري.
- شفيق جلال، بدور وفقه.
- حبيبة.
- آمال رمزي.
- نادية أنور.
- منى عبد الله.

### إخراج
- حسن الإمام.

### تأليف
- محمد على سامي.

### مونتاج
- صلاح عبد الرازق.

### إنتاج
- أحمد الحاروني.

### موسيقى تصويرية
- فؤاد الظاهري.

## روابط خارجية
- مقالات تستعمل روابط فنية بلا صلة مع ويكي بيانات